# Piatnitzkysaurus
Piatnitzkysaurus floresi
Genre
Genre
Piatnitzkysaurus est un genre éteint de dinosaures théropodes de la famille des Piatnitzkysauridae. Il vivait durant l'étage Callovien au Jurassique moyen, il y a environ 165 Ma (millions d'années), dans ce qui est maintenant l'Argentine. 
L'espèce type et seule espèce, Piatnitzkysaurus floresi, a été décrite par José Bonaparte en 1979. 

## Étymologie
Le nom de genre Piatnitzkysaurus a été nommé ainsi en l'honneur du géologue argentin Alexandre Mateievich Piatnitzky (1879-1959), associé au mot latin « saurus », « lézard », pour donner « lézard de Piatnitzky ».

## Distribution et datation
On l'a trouvé à Cerro Cóndor, dans la province de Chubut, en Argentine, dans la partie inférieure de la formation de Cañadón Asfalto. Cette formation géologique est datée du Callovien, soit il y a entre 165,3 ± 1,1 et 161,5 ± 1,0 Ma (millions d'années).

## Description
On a trouvé deux squelettes partiels (deux crânes brisés et des restes de squelette) de Piatnitzkysarus qui était un théropode de taille moyenne, de constitution légère mais aux bras puissants. C'est un carnosaure apparenté à Marshosaurus.
Il mesurait entre 4 et 5 mètres de long et pesait environ 275 kilogrammes. Le crâne faisait cinquante centimètres de long et était allégé par la présence de grandes fenêtres osseuses. Il était armé de dents coniques fortement serrées, longues, recourbées et effilées. Les mâchoires étaient très semblables à celles d'Allosaurus.
Sa conception légère lui permettait de courir vite. Il avait certainement des muscles puissants au niveau des pattes arrière, armées de fortes griffes et portant un ergot comme quatrième doigt. Il avait une longue et grosse queue qui lui servaient de balancier. Les pattes de devant, en revanche, étaient très petites et avait trois doigts se terminant par des griffes.
C'est l'un des rares dinosaures du Jurassique trouvés en Amérique du Sud. Une réplique du squelette de ce dinosaure est exposée au Musée argentin de sciences naturelles Bernardino Rivadavia.

## Classification
Après avoir été classé comme un carnosaure par J.F. Bonaparte en 1979, une analyse phylogénétique des théropodes conduite par R. Benson en 2010 le place parmi les Megalosauroidea dans un nouveau clade nom nommé, au sein duquel il se trouve en groupe frère avec Condorraptor.
Cladogramme des Megalosauroidea avec la position de Piatnitzkysaurus, établi par R. Benson, 2010 :
|  | Marshosaurus                                                      |
|  |                                                                   |
|  | \| \| Condorraptor \| \| \| \| \| \| Piatnitzkysaurus \| \| \| \| |
|  |                                                                   |
|  | Condorraptor                                                      |
|  |                                                                   |
|  | Piatnitzkysaurus                                                  |
|  |                                                                   |

|  | Condorraptor     |
|  |                  |
|  | Piatnitzkysaurus |
|  |                  |

|  | Marshosaurus                                                      |
|  |                                                                   |
|  | \| \| Condorraptor \| \| \| \| \| \| Piatnitzkysaurus \| \| \| \| |
|  |                                                                   |
|  | Condorraptor                                                      |
|  |                                                                   |
|  | Piatnitzkysaurus                                                  |
|  |                                                                   |

|  | Condorraptor     |
|  |                  |
|  | Piatnitzkysaurus |
|  |                  |

|  | Marshosaurus                                                      |
|  |                                                                   |
|  | \| \| Condorraptor \| \| \| \| \| \| Piatnitzkysaurus \| \| \| \| |
|  |                                                                   |
|  | Condorraptor                                                      |
|  |                                                                   |
|  | Piatnitzkysaurus                                                  |
|  |                                                                   |

|  | Condorraptor     |
|  |                  |
|  | Piatnitzkysaurus |
|  |                  |

|  | Marshosaurus                                                      |
|  |                                                                   |
|  | \| \| Condorraptor \| \| \| \| \| \| Piatnitzkysaurus \| \| \| \| |
|  |                                                                   |
|  | Condorraptor                                                      |
|  |                                                                   |
|  | Piatnitzkysaurus                                                  |
|  |                                                                   |

|  | Condorraptor     |
|  |                  |
|  | Piatnitzkysaurus |
|  |                  |